# Каборка (муниципалитет)
Каборка (исп. Caborca) — муниципалитет в Мексике, штат Сонора, с административным центром в городе Эройка-Каборка. Численность населения, по данным переписи 2020 года, составила 89 122 человека.

## Общие сведения
Название Caborca с языка народа пима можно перевести как перевёрнутая корзина.
Площадь муниципалитета равна 10 671,7 км², что составляет 6 % от площади штата, а наиболее высоко расположенное поселение Посо-Бланко, находится на высоте 763 метра.
Он граничит с другими муниципалитетами Соноры: на востоке с Альтаром, на юго-востоке с Питикито, на северо-западе с Пуэрто-Пеньяско и Хенераль-Плутарко-Элиас-Кальесом, также на севере проходит государственная граница с США, а на юго-западе берега муниципалитета омываются водами Калифорнийского залива.

## Учреждение и состав
Муниципалитет был образован в 1890 году, в его состав входит 339 населённых пунктов, самые крупные из которых:
| Код INEGI                  | Населённый пункт                                                                                  | Численность населения (2005 год) | Численность населения (2010 год) | Численность населения (2020 год) |
| -------------------------- | ------------------------------------------------------------------------------------------------- | -------------------------------- | -------------------------------- | -------------------------------- |
| 017                        | Всего                                                                                             | 70113                            | 81309                            | 89122                            |
| 0001                       | Эройка-Каборка (исп. Heroica Caborca) 30°42′51″ с. ш. 112°08′54″ з. д. (административный центр)   | 52330                            | 59922                            | 67604                            |
| 0246                       | Плутарко-Элиас-Кальес (исп. Plutarco Elías Calles (La Y Griega)) 30°48′34″ с. ш. 112°43′16″ з. д. | 2979                             | 3725                             | 5159                             |
| 0083                       | Эль-Дьяманте (исп. El Diamante (La Retranca)) 30°50′44″ с. ш. 112°38′24″ з. д.                    | 1306                             | 1374                             | 1630                             |
| 0062                       | Эль-Койоте (исп. El Coyote) 30°49′18″ с. ш. 112°36′25″ з. д.                                      | 1224                             | 1337                             | 1602                             |
| 0612                       | Сьемпре-Вива (исп. Siempre Viva) 30°44′35″ с. ш. 112°27′07″ з. д.                                 | 587                              | 815                              | 858                              |
| 0898                       | Побладо-Сан-Фелипе (исп. Poblado San Felipe) 30°50′13″ с. ш. 112°49′15″ з. д.                     | 653                              | 767                              | 788                              |
| 0009                       | Альваро-Обрегон (исп. Álvaro Obregón) 30°47′31″ с. ш. 112°59′40″ з. д.                            | 658                              | 707                              | 759                              |
| —                          | Прочие                                                                                            | 10376                            | 12662                            | 10722                            |
| Названия на карте Генштаба |                                                                                                   |                                  |                                  |                                  |

## Экономическая деятельность
По статистическим данным 2000 года, работоспособное население занято по секторам экономики в следующих пропорциях:
- сельское хозяйство, скотоводство и рыбная ловля — 36 %;
- промышленность и строительство — 16,7 %;
- торговля, сферы услуг и туризма — 44,1 %;
- безработные — 3,2 %.

## Инфраструктура
По статистическим данным 2020 года, инфраструктура развита следующим образом:
- электрификация: 98,7 %;
- водоснабжение: 88 %;
- водоотведение: 94,7 %.